# Los Tremellos
Los Tremellos es una localidad situada en la provincia de Burgos, comunidad autónoma de Castilla y León (España), comarca de Alfoz de Burgos, ayuntamiento de Valle de Santibáñez.

## Datos generales
En 2006 contaba con 42 habitantes.  Situado 9,6 km al noroeste de la capital del municipio, Santibáñez-Zarzaguda, en la carretera local que partiendo de la localidad de Mansilla, en la BU-622 y atravesando Ros conduce a Las Hormazas y en Villaute alcanza la BU-601.  En el valle alto del río Ruyales que recibe el Arroyo del Pradejón.  Caminos a Úrbel del Castillo, Susinos y Espinosilla.  Término rico en aguas recogidas en los páramos circundantes: Manantiales de Fuente Buena, Fuente El Pradejón y Fuente Fría.

## Situación administrativa
Entidad Local Menor cuyo alcalde pedáneo es José Demetrio Revilla García 

## Historia
Lugar que formaba parte de la Jurisdicción de Haza de Siero en del Partido de Castrojeriz, uno de los catorce que formaban la Intendencia de Burgos durante el periodo comprendido entre 1785 y 1833, en el Censo de Floridablanca de 1787, jurisdicción de realengo con regidor pedáneo.
Antiguo municipio de Castilla la Vieja en el Partido de Burgos código INE-09393.
En el censo de la matrícula catastral contaba con 40 hogares y 163 vecinos.
Entre el censo de 1981 y el anterior, este municipio desapareció porque se agrupó en el municipio 09902 Valle de Santibáñez.  Contaba entonces con 34 hogares y 145 vecinos.

## Demografía
| Gráfica de evolución demográfica de Los Tremellos entre 1842 y 1970 |
| |
| Población de derecho según los censos de población del INE. Población de hecho según los censos de población del INE.Entre el censo de 1981 y el anterior, este municipio desaparece porque se agrupa en el municipio Valle de Santibañez. |